# Лапоноїдна раса

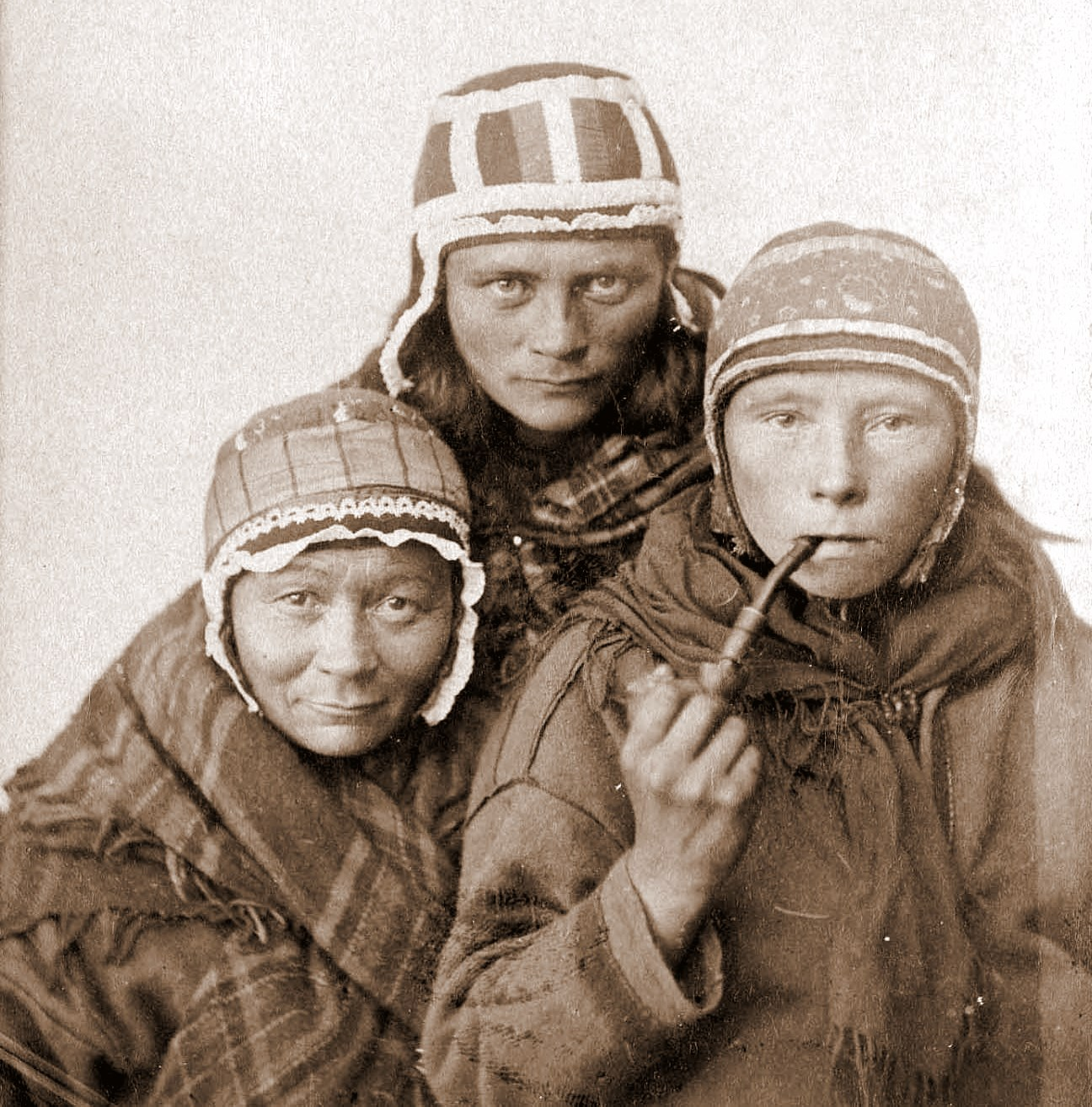
Три саамські жінки, 1890-ті рр.

Лапоноїдна раса — змішаний антропологічний тип, що зберігся в саамів — корінного населення Північної Європи; має значні відмінності від європеоїдів, що зближує його носіїв з представниками монголоїдної раси. 
Основні риси лапоноїдної раси: 
- низький зріст.
- епікантус.
- увігнута спинка носа.
- низьке обличчя за рахунок дуже малої висоти нижнього відділу.
- велика відстань між очима.[1]

Разом з цими монголоїдними ознаками лапоноїди мають світлий відтінок шкіри, й серед них значний відсоток блакитнооких. 
Пращури лапоноїдів заселили північ Європи, коли вона звільнилася від льодовика у добу неоліту, прийшовши зі сходу. 

## Виноски
1. ↑  Географічна локалізація і короткі описи основних атропологічних типів (рос.). Архів оригіналу за 10 травня 2008. Процитовано 27 травня 2008.